# Hieracium acrochristum
Hieracium acrochristum es una especie de planta con flor del género Hieracium, de la familia Asteraceae, orden Asterales.

## Distribución
Hieracium acrochristum se distribuye por Suecia y Noruega.

## Taxonomía
Fue descrita científicamente por Dahlst. ex Johanss. Fue publicada en Ark. Bot. 6(14): 46 (1907).